# Liam Howlett

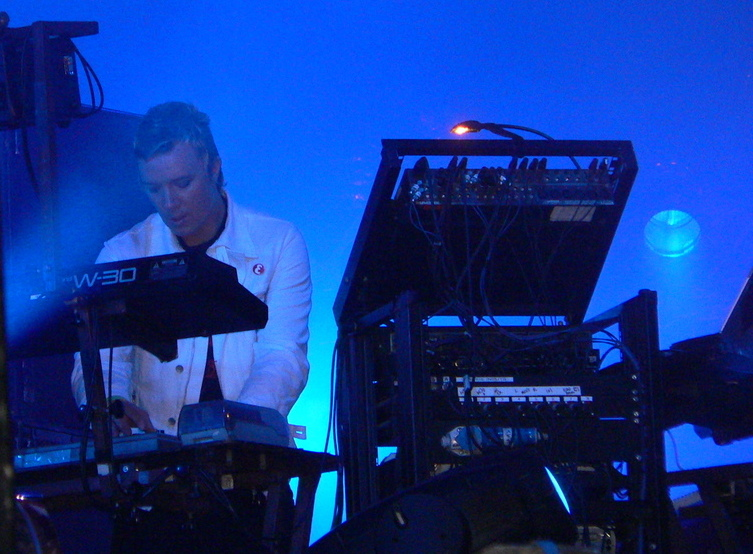
Liam Howlett (2005)

Liam Paul Paris Howlett (* 21. August 1971) ist ein Gründungsmitglied der englischen Band The Prodigy.

## Musikalische Karriere

### Musikalische Anfänge
Howlett begann mit dem Musizieren während der Grundschule, als er von seinem Vater gegen seinen Willen zum Klavierunterricht geschickt wurde. Auf der weiterführenden Schule kam er mit der Hip-Hop-Kultur in Kontakt. Er lernte Breakdance und schloss sich der Crew Pure City Breakers an. Zu seinen musikalischen Favoriten gehörte unter anderem Grandmaster Flash & the Furious Five. Howlett wollte seine musikalischen Vorstellungen in eigenen Liedern umsetzen und kaufte sich einen Moog-Prodigy-Synthesizer. Von diesem Gerät leitet sich auch der Name seiner späteren Band ab. In derselben Zeit gewann er als DJ einen Mix-Wettbewerb bei Capitol Music. Wenig später wurde er von einer Hip-Hop-Band namens Cut to Kill als zweiter DJ aufgenommen und hatte so seine ersten Auftritte. Nach seinem Abschluss bekam er einen Job beim Londoner Magazin Metropolitan. Er freundete sich schnell mit dem Herausgeber an und erhielt von ihm £ 4000 für die Produktion seines ersten Albums. Da er aber als weißer DJ von den anderen Bandmitgliedern nicht als vollwertig akzeptiert wurde, platzte die Produktion: Die anderen unterzeichneten – mit Hilfe eines von Howlett geschriebenen Liedes – hinter seinem Rücken einen Vertrag mit einer Plattenfirma. Howlett trennte sich daraufhin von der Band. Inzwischen dominierte in England Acid House. Die Rave-Kultur, die sich daraus entwickelte, beeinflusste auch Howlett. Nachdem er 1989 zum ersten Mal eine Rave-Party besuchte, wurde er als DJ in der Diskothek The Barn in Braintree engagiert. Hier traf er auf seine späteren Bandkollegen Keith Flint und Leeroy Thornhill.

### The Prodigy
1990 gründete Howlett zusammen mit Keith Flint und Leeroy Thornhill The Prodigy. Die Band findet sich unter anderem in den Genres Big Beat, Breaks, Electropunk, Hardcore und Techno wieder. Innerhalb der Band fungiert Howlett als Autor (Musik/Text), DJ, Keyboarder und Musikproduzent. Die Band veröffentlichte bislang sechs Studioalben und über 30 Singles. Den Höhepunkt erreichte die Band mit ihrem dritten Studioalbum im Jahr 1997. Das Album The Fat of the Land platzierte sich unter anderem an der Chartspitze in Deutschland, Österreich, der Schweiz, den Vereinigten Staaten sowie deren Heimat in Großbritannien. Darüber hinaus bekam das Album in all diesen Ländern mehrfache Gold- und Platinauszeichnungen.

### Weitere Projekte
1998 stellte Howlett einige Remixes für die Radiosendung von Mary Anne Hobbs her. Während dieser Aufgabe bearbeitete er einige seiner alten Lieblingssongs. Im Februar 1999 veröffentlichte er eine bearbeitete Version des Mixes, das erste Material, das in seinem neuen Heimstudio „The Dirtchamber“ aufgenommen wurde. Dem Album wurde der Titel Prodigy present The Dirtchamber Sessions Volume One gegeben, obwohl es eigentlich ein Soloalbum von Howlett war.
Ende Januar 2006 erschien ein Kompilationsalbum mit dem Titel Back to Mine: Liam Prodigy, eine Sammlung von Howletts Lieblingssongs. Dazu kam ein Prodigy-Track namens Wake the Fuck Up. Dieser diente oft als Intro in The Prodigys Live-Konzerten.
Im April 2022 lieferte Liam Howlett den Outro-Score zum Netflix-Film Choose or Die.

## Persönliches
Howlett ist seit 2002 mit Natalie Appleton von der britischen Girlgroup All Saints verheiratet. Am 2. März 2004 kam ihr gemeinsamer Sohn Ace zur Welt. Das Paar lebt heute gemeinsam in Hampstead in London, Vereinigtes Königreich.